# Agent spécialisé des écoles maternelles
Pour les articles homonymes, voir ASEM.
Agent spécialisé des écoles maternelles (ASEM) est le nom d'un ancien corps de fonctionnaires territoriaux, remplacé en 1989 par celui des ATSEM.